# Station Dean Lane
Dean Lane is een spoorwegstation van National Rail in Newton Heath, Manchester in Engeland. Het station is eigendom van Network Rail en wordt beheerd door Northern Rail. 